# Katsuraakira
 (avril 2024).
Si vous disposez d'ouvrages ou d'articles de référence ou si vous connaissez des sites web de qualité traitant du thème abordé ici, merci de compléter l'article en donnant les références utiles à sa vérifiabilité et en les liant à la section « Notes et références ».
Katsuraakira (カツラアキラ) est un manga scénarisé par Akira Toriyama et dessiné par Masakazu Katsura. Ce recueil d'histoires courtes comprend deux œuvres : Trop forte Sachié !! (さちえちゃんグー!!, Sachie-chan Gū!!) et Jiya (-ジヤ-, JIYA). Ces deux histoires constituent les deux premières parties de la série "La patrouille galactique", si l'on considère que la troisième est Jaco the Galactic Patrolman.

## Trop forte Sachié!!

### Synopsis
Zarido, le champion du monde des arts martiaux, catégorie junior et Sachié Momochi, la fille d'un grand champion japonais, sont sollicités par des aliens, afin de défendre leur village d'un groupe de trois malfaiteurs : Mil, Kcho et Colate. En échange de leur aide, chacun aura le droit de choisir un article tiré d'un catalogue.

### Personnages
- Sachié Momochi (百地さちえ, Momochi Sachie?)
- Zarido (ザリド, Zarido?)
- Mil (ミル, Miru?)
- Kcho (クチョ, Kucho?)
- Colate (コレイト, Koreito?)

## Jiya

### Synopsis
Le patrouilleur galactique Jiya est inquiet, car il y a une semaine qu'il est sans nouvelle de son coéquipier Stess.
Le dernier rapport qu'il lui avait envoyé indiquait que la Terre et ses habitants ne méritaient pas d'être sauvés. Jiya se rend donc sur la planète bleue et découvre un endroit bien plus chaleureux et évolué que ce qu'en racontait Stess. Il fait la connaissance de la riche Kaédé et de son chauffeur, Kyumonji. Jiya va apprendre qu'un vampire nommé Vampa martyrise la population à l'aide de puces géantes. Mais depuis quelque temps, le monstre est encore plus violent qu'auparavant. Ils vont mener l'enquête tous les trois.

### Personnages
- Jiya (ジヤ, Jiya?)
- Kaédé Beniya (紅谷 楓, Beniya Kaede?)
- Yukio Kyumonji (九文字 幸男, Kyūmonji Yukio?)
- Vampa (バンパ, Banpa?)
- Stess (ステス, Sutetsu?)

## Publication
Trop forte Sachié !! a été prépublié le 2 avril 2008 dans le magazine Jump Square.
Jiya a été prépublié entre décembre 2009 et janvier 2010 dans le magazine Weekly Young Jump.
Ces deux histoires ont été compilées en un unique volume par Shūeisha le 4 avril 2014. Dans les pays francophones, le manga est publié par Glénat le 15 juillet 2015.

### Liste des chapitres
| no | Japonais       | Japonais          | Français        | Français          |
| no | Date de sortie | ISBN              | Date de sortie  | ISBN              |
| --- | -------------- | ----------------- | --------------- | ----------------- |
| 1 | 4 avril 2014   | 978-4-08-880124-7 | 15 juillet 2015 | 978-2-344-00648-1 |
| Liste des chapitres : - Chapitre 1 : Trop forte Sachié !! (さちえちゃんグー!!, Sachie-chan Guu!!) - Chapitre 2 : JIYA Chapitre 1 : Journey with an alien (-ジヤ- JIYA JOURNEY WITH AN ALIEN) - Chapitre 3 : JIYA Chapitre 2 : Attack of an alien (-ジヤ- JIYA ATTACK OF AN ALIEN) - Chapitre 4 : JIYA Chapitre 3 : Justice of an alien (-ジヤ- JIYA JUSTICE OF AN ALIEN) - Bonus 1 : Model Sheet : Les croquis de Masakazu Katsura - Bonus 2 : Interview d'Akira Toriyama et Masakazu Katsura |                |                   |                 |                   |